# 先秦货币
先秦货币，至中国古代先秦时期的货币，也就是从原始社会末期直至秦朝建立之前的货币，大体经历了物物交换、实物货币、称量货币和金属货币四个阶段。

## 物物交换
距今约六七千年前，在仰韶文化时期的中原和江浙地区，母系氏族公社达到繁荣，出现了原始手工业；北方草原地区则出现了原始畜牧业；作为谋生辅助手段的渔猎和采集也出现了剩余产品。各个氏族间的物物交换活动开始出现，但此时的交换活动仍具有原始性和偶然性，参与交换的物品仍不能称之为货币:1。
至距今五六千年的仰韶文化晚期和大汶口文化时期，中国历史发生了第一次社会大分工，游牧部落和农业部落产生分化，部落间的物物交换更加频繁，交换的范围也进一步扩大，作为交换媒介物的“一般等价物”产生，作为特殊商品的货币诞生了:1。

## 实物货币
实物货币是最早的货币形态，中国先秦时期的实物货币包括牲畜、布帛、珠玉、皮毛等:1。
距今约五千年前，大汶口文化时期，黄河和长江流域氏族部落的饲养家畜一般以猪为主，大汶口文化、屈家岭文化、龙山文化、良渚文化和齐家文化的墓葬中都有猪头骨和猪下颌骨出土，被认为是用以象征财富:2。
仰韶文化早期，以货贝为主的海贝作为货币传入中原，如在河南偃师二里头遗址出土有货贝和玉贝。在安阳殷墟遗址妇好墓中有6880枚货贝出土，在甘肃仰韶文化半山期和马场期的彩陶壶上则绘有货贝纹饰:2。

## 称量货币
青铜是先秦时期广泛使用的一种铜合金，是当时兵器、礼器及生产生活用具等的常用金属。青铜器及其碎片不仅能够回炉熔铸新的铜器，而且也常被用作货币。1959年在湖南省宁乡县黄材寨子山出土的一件商代兽面纹瓿在出土时内有224件铜斧，这些铜斧规格形状相同，而且没有使用痕迹，应当是作为货币来使用的。除了青铜器残片，还有专门制作的圆饼状铸块被用作货币，青铜饼在使用中又多砸成大小不一碎块，所以出土的青铜称量货币，主要有青铜饼、青铜块和青铜器残片等三大类。此外，商周时期的铜贝也是称量货币:20-21:11。